# Live and Rare (Korn-album)
Live and Rare är metalbandet Korns andra samlingsalbum, utgivet i maj 2006. Låtarna på albumet har tidigare varit svåra att få tag på och vissa är inspelade live. Albumet är lite av en uppföljare till Greatest hits-skivan som utgavs 2004.

## Låtlista
1. "Did My Time" - 4:12
2. "Blind" - 4:12
3. "Falling Away From Me" - 4:15
4. "Right Now" - 3:05
5. "Got the Life" - 4:06
6. "Here to Stay" - 4:19
7. "Freak on a Leash" - 4:25
8. "Another Brick in the Wall (Parts 1, 2, 3)" - 8:21
9. "One" - 4:27
10. "My Gift to You" - 6:13
11. "A.D.I.D.A.S." - 3:50
12. "Earache My Eye" - 4:50
13. "Proud" - 3:26